# Срђан Благојевић
Срђан Благојевић (Београд, 6. јун 1973) је српски фудбалски тренер. Тренутно је тренер Партизана.

## Каријера
Благојевић је у Србији водио екипе Инђије, Бежаније, Јавора, али и неколико нижелигашких тимова попут ИМТ-а, Срема из Јакова, Жаркова и Сремчице.
Интернационалну каријеру градио је у Казахстану и Мађарској. Са екипом Астане освојио је шампионску титулу 2022. године.
Од 1. јануара 2025. године је именован за тренера ФК Партизан.

## Успеси
Астана
- Премијер лига Казахстана: 2022.